# Gerolsteiner Brunnen
Gerolsteiner Brunnen GmbH & Co. KG – niemiecki producent wody mineralnej Gerolsteiner. Firma sponsoruje grupę kolarską o nazwie Team Gerolsteiner. 
Firma powstała w roku 1888 w miejscowości Gerolstein (Nadrenia-Palatynat).Obecnie jest częścią koncernu Bitburger Holding.